# Pigeonnier contraceptif
 (février 2012).
Si vous disposez d'ouvrages ou d'articles de référence ou si vous connaissez des sites web de qualité traitant du thème abordé ici, merci de compléter l'article en donnant les références utiles à sa vérifiabilité et en les liant à la section « Notes et références ».

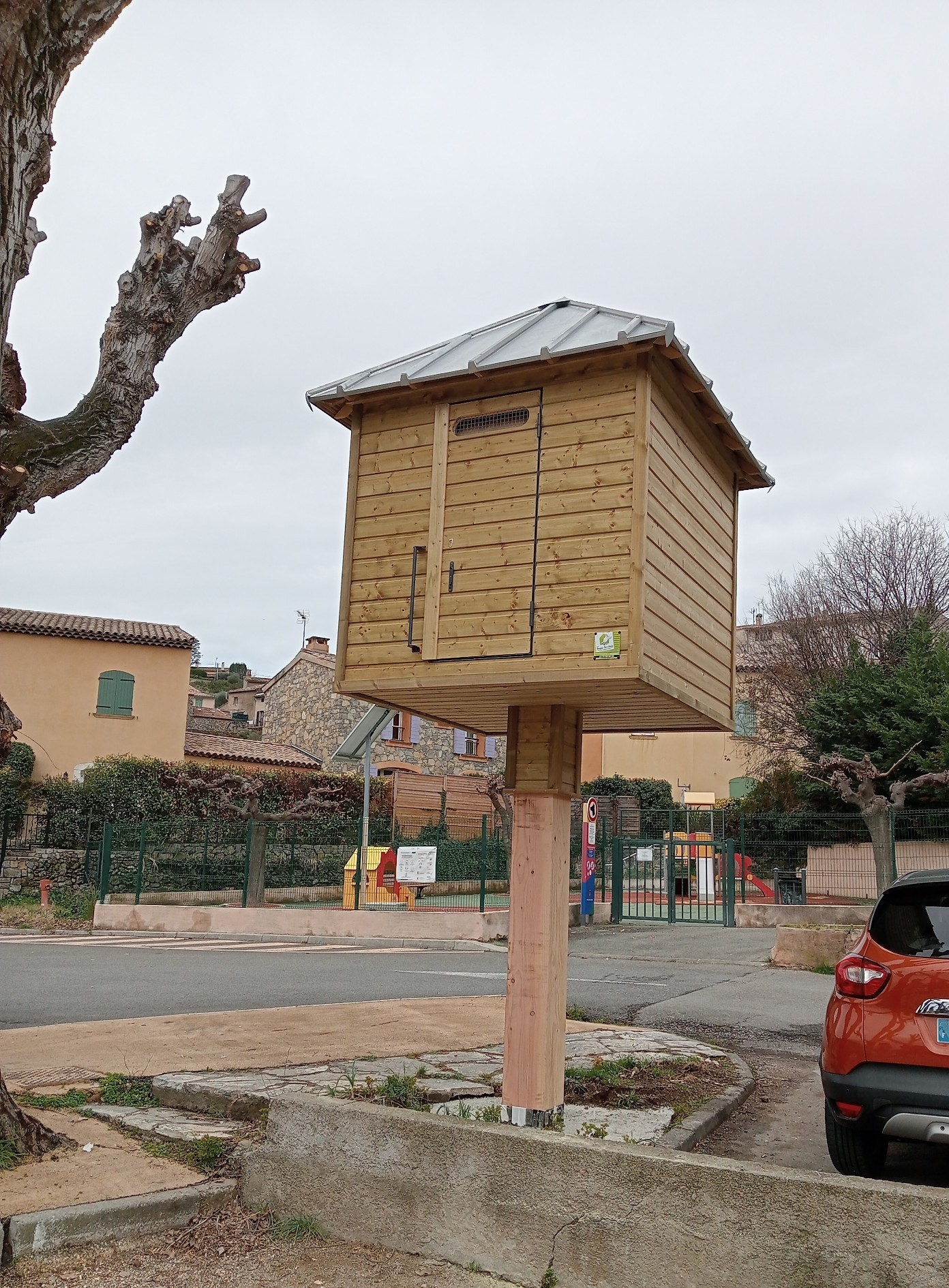
Un pigeonnier contraceptif.

Un pigeonnier contraceptif est un pigeonnier conçu pour réguler les populations de pigeons des villes en ville en effectuant une stérilisation des œufs. Il permet de regrouper, en un lieu unique, plusieurs niches écologiques puis de réguler la population à long terme.

## Historique
Son origine et sa conception viennent d'une idée germée en 1990 au sein de la Société protectrice des oiseaux des villes (SPOV) et la Société de régulation et d'entretien de pigeonnier (SREP). Le premier pigeonnier contraceptif a été installé en 1995 à Châtillon dans les Hauts-de-Seine en région parisienne. Le premier modèle installé à Paris, dans le XIVe arrondissement, remonte à 2003.

## Objectif
Le pigeonnier contraceptif est un nouveau genre de pigeonnier conçu pour réguler les populations de pigeons en ville en effectuant une stérilisation des œufs. Conçus et utilisés en grande majorité pour les municipalités, ils sont utilisés par certains grands groupes de bailleurs sociaux ainsi que des particuliers.
Défendus par les associations de protection d'animaux, ils voient leur expansion s'accroître à partir de 2004 via le développement de ce système  au sein des communes préférant la stérilisation des œufs à d'autres techniques jugées plus invasives.
Le pigeonnier contraceptif régule sans éradiquer les colonies de pigeons. Son objectif global est de rétablir la place du pigeon en ville en mettant d'accord les partisans et les opposants à la présence des pigeons en ville, un gage de bonne citoyenneté entre les habitants.
Cette technique présente un coût inférieur à celui de la capture par filets, l'effarouchement ou la capture par cages voire le tir avec armes, tout en créant une régulation saine à long terme.

## Caractéristiques

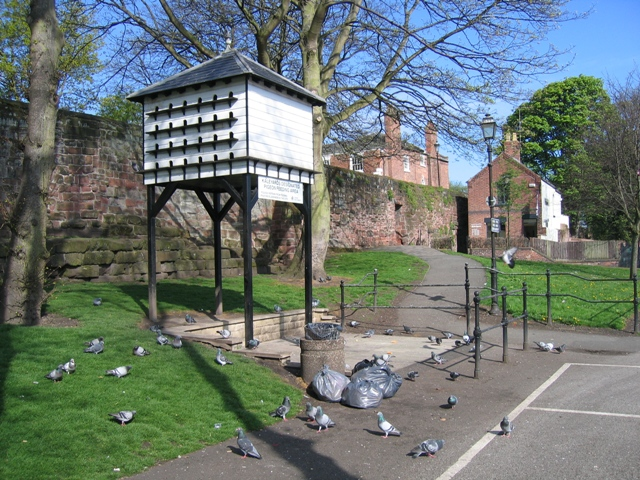
Un pigeonnier contraceptif à Chester, en Angleterre.

Les caractéristiques qui les différencient sont d'abord leur petite taille. Bien qu’il en existe de tout type, ils sont particulièrement étudiés pour être implantés en zone urbaine, voire dense. À Paris, certains sont implantés directement sur les trottoirs.
Leurs conceptions obéissent à quelques règles de sécurité : élevés sur quatre pieds ou sur un pied à deux mètres cinquante du sol, évitant ainsi toute intrusion de prédateur, portes d’accès hermétiques. Bien qu’ils soient de taille réduite, l’intérieur doit cependant respecter certaines conditions : les volumes et surfaces des nichoirs sont bien définis, conservant les principes de leurs ancêtres : le bien-être animal, même s'ils accueillent bien sûr moins de pigeons.

## Fonctionnement
La contraception est assurée en secouant manuellement les œufs ce qui stoppe le développement des petits. Les œufs sont laissés sur place afin que les femelles continuent de couver et ne désertent pas le pigeonnier. Il existe depuis 2004, d'autres méthodes de régulation au sein des pigeonniers contraceptifs, plus efficaces que le secouage des œufs.
L'entretien du pigeonnier ne peut être assuré sans une réelle connaissance du fonctionnement d'un pigeonnier contraceptif. La loi encadre certaines pratiques, ainsi que de nombreux agréments et formations sont désormais nécessaire pour pouvoir gérer un pigeonnier contraceptif. Ces obligations passent par la DDPP (Direction Départementale de la Protection des Populations).
Il est important de préciser qu'un pigeonnier contraceptif est un lieu dans lequel des zoonoses et des risques bactériologiques sont référencés par  l’arrêté du 16 novembre 2021 (liste des agents biologiques pathogènes). Un gestionnaire de pigeonnier doit être impérativement formé et équipé de matériels adéquats référencés par les ARS et l'INRS, avant d'y pénétrer.